# Eve Corona
Eve Corona is een corona op de planeet Venus. Eve Corona werd in 1994 oorspronkelijk inslagkrater Eve genoemd naar Eve, een Hebreeuwse meisjesnaam, en later gewijzigd naar de huidige naam.
De corona heeft een diameter van 330 kilometer en bevindt zich in de quadrangles Kaiwan Fluctus (V-44) en Lavinia Planitia (V-55), ten zuiden van de Alpha Regio. De corona maakt samen met Tamfana Corona, Carpo Corona, Selu Corona, Derceto Corona en Otygen Corona deel uit van de "Alpha-Lada extensionele gordel" aan de noordwestelijke rand van Lada Terra, die meer dan 6000 kilometer lang en 50 à 200 km breed is.